# Vox Nostra
Vox Nostra ist ein solistisch besetztes Berliner Vokalensemble, das sich auf Gregorianik und die Musik des Mittelalters spezialisiert hat.

## Geschichte
Seit seiner Gründung im Jahr 2001 präsentiert das solistisch besetzte Ensemble Vox Nostra unter der Leitung von Burkard Wehner alte und zeitgenössische Vokalmusik und gibt regelmäßig Konzerte im In- und Ausland.

## Alte Musik
Einstimmige gregorianische Choräle, Rezitationen von lateinischen Psalmen und die Kompositionen der Hildegard von Bingen gehören ebenso zum Repertoire des Ensembles, wie Motetten des 13. Jahrhunderts, die frühe Mehrstimmigkeit der Pariser Magister Léonin und Pérotin um 1220 und die Vokalpolyphonie der Renaissance in Europa.
Zeitmaß für diese Musik, die sich durch die reiche Verzierungskunst der Neumen und lange Melodiebögen auf einer Wortsilbe (Melismen) entfaltet, ist der menschliche Atem.
In liturgisch fundierten Konzertprogrammen wird die weltliche und geistliche Musiktradition Europas erlebbar gemacht, indem die Sänger den jeweiligen Konzertraum singend und wandelnd erkunden und diesen mit ihrem Gesang selbst zum Klingen bringen.
Zu der musikwissenschaftlich fundierten Arbeitsweise von Vox Nostra gehört das Singen nach Neumen-, Modal- und Mensuralnotationen ebenso, wie das sorgfältige Austarieren der reinen Intervalle früher Mehrstimmigkeit seit Beginn des 12. Jahrhunderts.
Als Reaktion auf die COVID-19-Pandemie präsentierte Vox Nostra im August 2021 in der Berliner Zionskirche die Konzertreihe Chants against the plague – Gesänge gegen die Pandemie mit vier verschiedenen Konzertprogrammen. Als Gäste wirkten die japanische Tänzerin Yui Kawaguchi und der Jazzsaxophonist Peter Ehwald mit. Den Abschluss der Reihe markierte eine Missa contra pestem (Messe gegen die Pest), die Papst Clemens VI. im Jahre 1348 aufgrund der verheerenden Epidemie aus Gregorianischen Chorälen des Kirchenjahres zusammengestellt hat.
Eine Ersteinspielung dieser Pestmesse auf CD erschien im Juni 2024.

## Neue Musik / Performance
Die Konzertperformance No Exit mit dem iranisch-deutschen Künstler Shahram Entekhabi eröffneten 2013 die Operntage in Rotterdam. Mit seinem charakteristischen Material von rot-weißem Absperrband verwandelte Entekhabi die Laurenskirche in Rotterdam in einen Kunstraum und schuf dort einen abgeschlossenen Bereich innerhalb der Kirche – angelehnt an die Klausur und die von einem Lettner für die Öffentlichkeit unsichtbaren Bereiche der Klöster im Mittelalter.
Expanding Time (seit 2014) ist eine Konzertperformance in Zusammenarbeit mit Rasha Ragab (Shakuhachi/Rezitation/Performance), Normisa Pereira da Silva (Bassflöte) und Christoph Nicolaus (Steinharfe).
Carlo Inderhees hat mit Stimmen 2006 eine Komposition für 6 Sänger von Vox Nostra geschaffen (mit vier Interludien für Flöte und Gambe), die von den Proportionen der Zeitaufteilung in den Motetten des Mittelalters inspiriert ist. Ab dem 13. Jahrhundert wurden Teile der ehemals frei-rhythmischen Gregorianischen Chorals mit eindeutigen Zählzeiten belegt.

## Reaktionen
„Das Vokalensemble Vox Nostra verzaubert in der Basilika.“

„... so entsteht Bewegung im Kirchenraum, gute Akustik, geringer Nachhall und stimmliche Hochkultur bereiten einen unvergesslichen Abend.“

„The artistic potential of the group is immense, only five singers conjured an entire panorama of the spiritual epoch of the Cathedrals“

## Diskographie
- 2000: Vokalmusik aus der Kathedrale Notre-Dame de Paris, Eigenverlag
- 2006: Stimmen – Komposition von Carlo Inderhees, mit Normisa Pereira da Silva (Flöte) und Eva Reiter (Gambe), Edition Wandelweiser
- 2010: Assumpta est Maria – Vokalmusik des Mittelalters zum Fest Mariä Himmelfahrt, Eigenverlag
- 2013: Vespera de beata Maria virgine – Marienvesper des 13. Jahrhunderts der Zisterzienser (Livemitschnitt Konzert Maulbronn), K&K Verlagsanstalt
- 2014: Heylig ist der Dag – Geistliche Vokalmusik aus der Zeit der devotion moderna um 1430 (Audio-CD und Daten-CD mit dem Faksimile der Handschrift Sign. 322/1994 aus der Stadtbibliothek Trier und Übertragungen der Gesänge in moderne Notation von Christoph Burmester), LWL-Landesmuseum für Klosterkultur
- 2015: Veri solis radius – Musikalische Netzwerke im mittelalterlichen Europa, K&K Verlagsanstalt
- 2016: Singende Steine – Mönchsgesänge der Zisterzienser nach Inschriften von 1275 im Kloster Chorin (Beilage zu Arbeitsheft des Brandenburgischen Landesamtes für Denkmalpflege und Archäologischen Landesmuseums, Band 37)
- 2021: Entflammt von göttlichem Eifer – Mittelalterliche Urkunden und Gesänge aus dem Kloster Chorin, Hörbuch & Data CD, Kloster Chorin
- 2024: Missa contra pestem anno 1348, Eigenverlag